# Марктлојтен
Марктлојтен (њем. Marktleuthen) град је у њемачкој савезној држави Баварска. Једно је од 17 општинских средишта округа Вунзидел (Фихтел). Према процјени из 2010. у граду је живјело 3.482 становника. Посједује регионалну шифру (AGS) 9479135.

## Географски и демографски подаци
Марктлојтен се налази у савезној држави Баварска у округу Вунзидел (Фихтел). Град се налази на надморској висини од 529 метара. Површина општине износи 35,5 km². У самом граду је, према процјени из 2010. године, живјело 3.482 становника. Просјечна густина становништва износи 98 становника/km².

## Међународна сарадња
| Мјесто | Држава   | Врста сарадње | Од    |
| ------ | -------- | ------------- | ----- |
| Херенд | Мађарска | партнерство   | 1992. |
| Извор  |          |               |       |